# 褐叶杜鹃
褐叶杜鹃（学名：Rhododendron pseudociliipes），为杜鹃花科杜鹃花属下的一个植物种。